# Sporophila intermedia
Sporophila intermedia е вид птица от семейство Тангарови (Thraupidae).

## Разпространение
Видът е разпространен в Бразилия, Венецуела, Гвиана, Колумбия и Тринидад и Тобаго.